# Coca-Cola Trophy
Le Coca-Cola Trophy est une compétition de cyclisme sur route consistant en une série de critériums, organisée en Allemagne de 1979 à 2000. Il comptait jusqu'à huit courses, disputées dans différentes villes allemandes, en général situées dans le Sud du pays comme Sindelfingen, Heilbronn, Ulm, Erlangen, Ratisbonne, et donnait lieu à un classement général. Il était organisé par Winfried Holtmann (de).

## Palmarès
| - 1979 : Klaus-Peter Thaler - 1982 : Klaus-Peter Thaler - 1983 : Gregor Braun - 1984 : Henry Rinklin - 1985 : Guido Van Calster - 1986 : Dietrich Thurau - 1987 : Dietrich Thurau | - 1988 : Reimund Dietzen - 1989 : Andreas Kappes - 1990 : Ad Wijnands - 1991 : Peter Gänsler - 1992 : Raimund Lehnert - 1993 : Erik Zabel | - 1994 : Urs Freuler - 1995 : Andreas Kappes - 1996 : Gert Vanderaerden - 1997 : Andreas Beikirch - 1998 : Erik Zabel - 1999 : Erik Zabel - 2000 : Gian Matteo Fagnini |